# Джозез Наво
Джозез Наво (англ. Joses Nawo, нар. 3 травня 1988, Хоніара) — футболіст Соломонових Островів, нападник клубу «Гендерсон Ілс».
Виступав, зокрема, за клуби «Колоале» та «Амікаль», а також національну збірну Соломонових Островів.

## Клубна кар'єра
У дорослому футболі дебютував 2008 року виступами за команду клубу «Колоале», в якій провів два сезони. 
Своєю грою за цю команду привернув увагу представників тренерського штабу клубу «Нортен Унітед», до складу якого приєднався 2010 року. Відіграв за Відіграв за наступні жодного сезонів своєї ігрової кар'єри.
У 2010 році повернувся до клубу «Колоале». Цього разу провів у складі його команди два сезони. 
З 2012 року два сезони захищав кольори команди клубу «Амікаль». 
Згодом з 2014 по 2018 рік грав у складі команд клубів «Тафеа», «Вестерн Юнайтед», «Хекарі Юнайтед», «Вестерн Юнайтед», «Іфіра Блек Берд» та «Налкутан».
До складу клубу «Гендерсон Ілс» приєднався 2018 року. 

## Виступи за збірну
У 2012 році дебютував в офіційних матчах у складі національної збірної Соломонових Островів.
У складі збірної був учасником кубка націй ОФК 2012 року на Соломонових Островах, кубка націй ОФК 2016 року у Папуа Новій Гвінеї.